# شریطنگ (بوتان)
شریطنگ (به لاتین: Sharithang) یک منطقهٔ مسکونی در بوتان (کشور) است که در استان ها واقع شده‌است.